# Rod Lurie

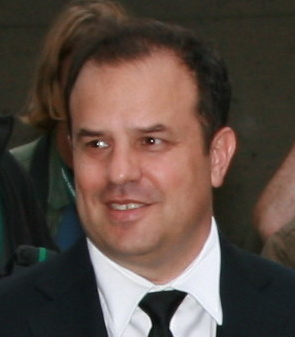
Rod Lurie, 2008

Rod Lurie (* 15. Mai 1962 in Israel) ist ein US-amerikanischer Film- und Fernsehregisseur, Drehbuchautor, Filmproduzent und früherer Filmkritiker.

## Leben
Rod Lurie ist der Sohn des Karikaturisten Ranan Lurie. Im Jahr 1968 zog er mit den Eltern in die USA, wo er in Greenwich und Honolulu aufwuchs. 1984 absolvierte er die United States Military Academy, dann diente er in der US Army.
Lurie schrieb Filmkritiken für die New Yorker Daily News und diverse Zeitschriften; als Regisseur debütierte er mit dem Kurzfilm 4 Second Delay. Für diesen Film gewann er den Canyonlands Film Festival Award, den Crested Butte Reel Fest Gold Award und den Jury Special Prize des Deauville Film Festivals. 
Besonders bekannt ist er als der Regisseur des Films Rufmord – Jenseits der Moral aus dem Jahr 2000, für den er auch das Drehbuch schrieb. Beim Film Die letzte Festung (2001) arbeitete er mit Robert Redford zusammen. Er war Urheber und Showrunner der Fernsehserien Line of Fire (2003) und Welcome, Mrs. President (2005). Beide wurden nach der ersten Staffel eingestellt. Welcome, Mrs. President hatte Lurie ursprünglich als Fortsetzung von Rufmord – Jenseits der Moral angelegt. Nachdem deren Hauptdarstellerin Joan Allen abgesagt hatte, gab er der Präsidentin einen neuen Charakter.
Lurie lebt in Pasadena in Kalifornien. Er ist verheiratet und hat zwei Kinder.

## Filmografie (Auswahl)
Als Regisseur
- 1998: 4 Second Delay (Kurzfilm)
- 1999: Deterrence
- 2000: Rufmord – Jenseits der Moral (The Contender)
- 2001: Die letzte Festung (The Last Castle)
- 2003–2004: Line of Fire (Fernsehserie, 7 Episoden)
- 2005: Welcome, Mrs. President (Commander in Chief, Fernsehserie, 3 Episoden)
- 2007: The Champ (Resurrecting the Champ)
- 2008: Nichts als die Wahrheit (Nothing But the Truth)
- 2011: Straw Dogs – Wer Gewalt sät (Straw Dogs)
- 2012, 2014–2015: Hell on Wheels (Fernsehserie, 3 Episoden)
- 2015: American Odyssey (Fernsehserie, 3 Episoden)
- 2016: Killing Reagan (Fernsehfilm)
- 2017: Damnation (Fernsehserie, 2 Episoden)
- 2020: The Outpost – Überleben ist alles (The Outpost)

Als Drehbuchautor
- 1998: 4 Second Delay (Kurzfilm)
- 1999: Deterrence
- 2000: Rufmord – Jenseits der Moral (The Contender)
- 2004: Line of Fire (Fernsehserie, 4 Episoden)
- 2005–2006: Welcome, Mrs. President (Commander in Chief, Fernsehserie, Schöpfer)
- 2008: Nichts als die Wahrheit (Nothing But the Truth)
- 2011: Straw Dogs – Wer Gewalt sät (Straw Dogs)